# Jana strigina
Jana strigina är en fjärilsart som beskrevs av John Obadiah Westwood 1849. Jana strigina ingår i släktet Jana och familjen Eupterotidae. Inga underarter finns listade i Catalogue of Life.